# Lepanthes fulva
Lepanthes fulva är en orkidéart som beskrevs av John Lindley. Lepanthes fulva ingår i släktet Lepanthes och familjen orkidéer.
Artens utbredningsområde är Kuba. Inga underarter finns listade i Catalogue of Life.